# Hydrovatus gravis
Hydrovatus gravis är en skalbaggsart som beskrevs av Guignot 1954. Hydrovatus gravis ingår i släktet Hydrovatus och familjen dykare. Inga underarter finns listade i Catalogue of Life.